# 帕德河
51°44′45″N 8°42′49″E / 51.745810°N 8.713635°E

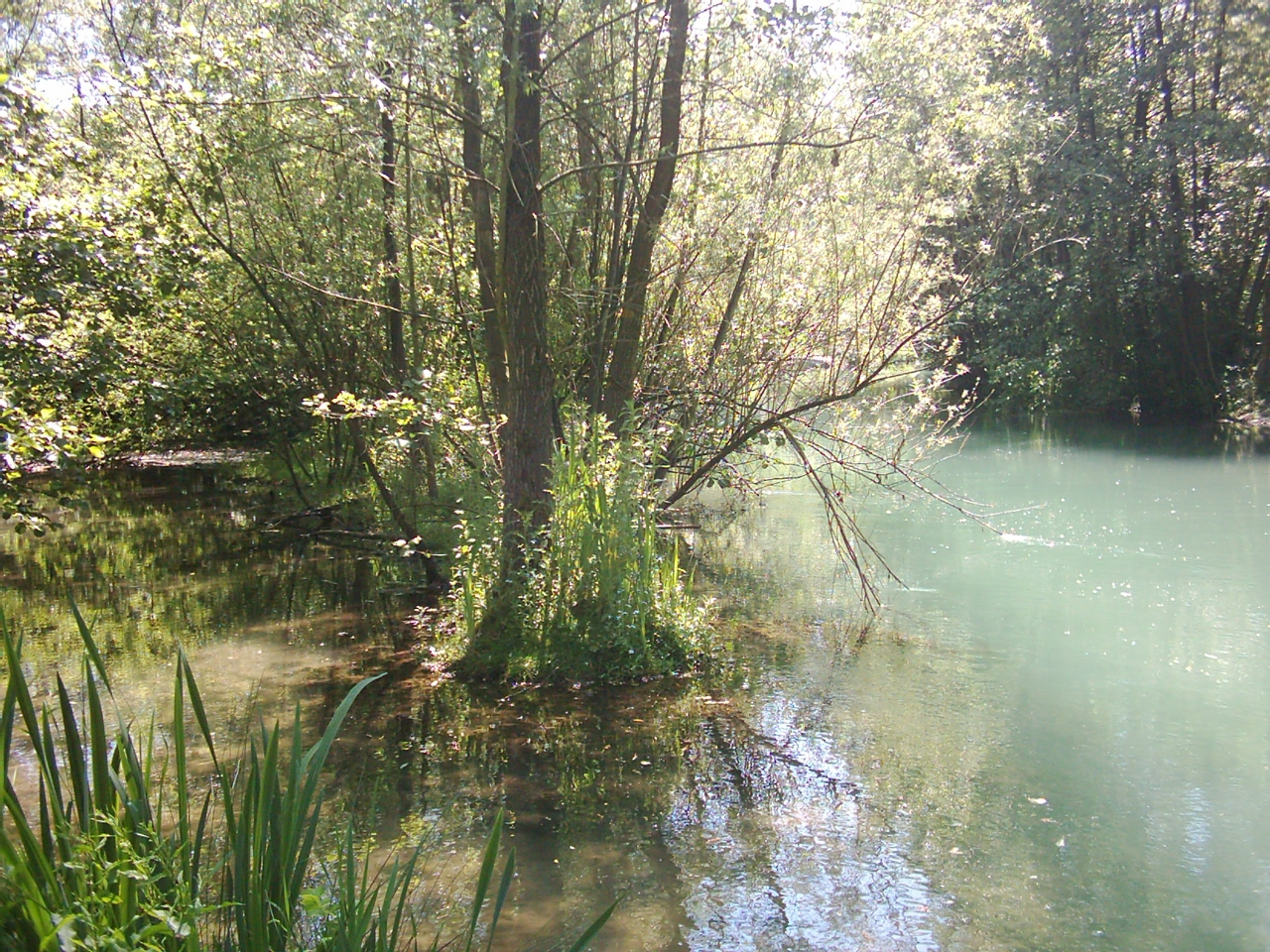

帕德河（德語：Pader），是德國的河流，位於該國西部，處於北萊茵-威斯特法倫州，屬於利珀河的左支流，河道全長4.4公里，流域面積60.7平方公里，河畔城鎮有帕德博恩。